# K-300P Bastion-P
K-300P Bastion-P (tên ký hiệu của NATO: SSC-5) là hệ thống tên lửa phòng thủ bờ biển di động do Nga cùng công ty Tekhnosoyuzproekt của Belarus phát triển. Hiện có 3 quốc gia đang sở hữu hệ thống này là Nga, Syria và Việt Nam.

## Thiết kế
Vai trò chính của hệ thống là dùng để tấn công vào các tàu trong một nhóm tác chiến tàu sân bay, nhóm tàu hộ tống và các tàu đổ bộ của đối phương. Một hệ thống thường bao gồm 1-2 xe chỉ huy dựa trên khung gầm xe Kamaz 43101 6×6, một xe hỗ trợ, 4 xe phóng dựa trên khung gầm xe MZKT-7930 8×8 mang 2 tên lửa và có kíp xe 3 người, 4 xe tiếp đạn. Hệ thống có thời gian để vào trạng thái sẵn sàng phóng tên lửa là 5 phút, và 2 tên lửa có thể được phóng liên tục cách nhau một khoảng từ 2-5 giây. Xe phóng có thể giữ trạng thái chiến đấu trong 3-5 ngày, hoặc lên đến 30 ngày nếu có xe hỗ trợ chiến trường.
Hệ thống sử dụng tên lửa chống hạm siêu thanh P-800 Oniks, có đầu nổ nặng 200-250 kg. Tên lửa được phóng thẳng đứng từ ống phóng sử dụng một tầng đẩy nhiên liệu rắn để đấy tên lửa ra khỏi ống phóng, sau đó Động cơ phản lực dòng thẳng chính sẽ được kích hoạt giúp tên lửa đạt vận tốc Mach 2.5. Tầm bắn của loại tên lửa này giao động từ 120-300 km với quỹ đạo bay thấp-thấp hay cao-thấp. Tên lửa sử dụng hệ thống dẫn đường vệ tinh GLONASS ở giai đoạn bay đầu và dẫn đường bằng radar chủ động khi tiếp cận mục tiêu. Độ cao bay của tên lửa có thể đật đến 14.000 m trước khi hạ thấp xuống 5 m khi tiếp cận mục tiêu. 

## Lịch sử hoạt động
Ngày 2 tháng 3 năm 2011, Nga đã triển khai hệ thống Bastion-P đến Quần đảo Kuril ở vùng Viễn Đông. Việc triển khai hoàn thành vào năm 2016. 

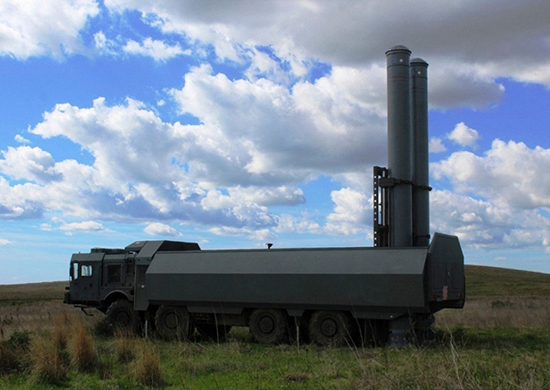
Xe phóng của hệ thống Bastion-P ở trạng thái sẵn sàng phóng

Ngày 15 tháng 3 năm 2015, Nga đã triển khai hệ thống này đến Bán đảo Crimea. Phiên bản phóng từ các silo cũng được triển khai đến Object 100 vào năm 2020.
Năm 2015, Đô đốc Hạm đội Phương Bắc Vladimir Korolev đã nói rằng Lực lượng Phòng thủ bờ biển Hạm đội Phương Bắc sẽ tiếp nhận hệ thống Bastion-P để hỗ trợ cho việc triển khai các hệ hống phòng không S-400.
Ngày 15 tháng 11 năm 2016, Nga nói rằng đã triển khai hệ thống đến Syria như một phần của Cuộc can thiệp quân sự của Nga trong Nội chiến Syria, nơi mà hệ thống được đã được dùng để tấn công các mục tiêu mặt đất.
Năm 2021, Đảo Matua thuộc Quần đảo Kuril đã được triển khai một hệ thống Bastion-P.
Tháng 5 năm 2022, Bộ trưởng Bộ Quốc phòng Nga Sergei K. Shoigu thông báo rằng Quân đội Nga đã sử dụng tên lửa chính xác cao P-800 Oniks trong Chiến dịch quân sự đặc biệt của Nga tại Ukraine. Tên lửa đã được sử dụng để phá hủy các kho thiết bị quân sự của Quân đội Ukraine gần Odessa. Một số nguồn tin cho rằng tên lửa Oniks cũng đã được sử dụng ở Donbass.

## Biến thể
- K-300P - Phiên bản phóng từ xe mang phóng tự hành, có thể sử dụng để tấn công mặt đất hay chống hạm, trang bị chủ yếu trong các lực lượng phòng thủ bờ biển.
- K-300S - Phiên bản phóng từ silo cố định, có thể sẽ trở thành một phần của lực lượng phòng thủ bờ biển.
- Bastion-E - Một phiên bản phóng từ bờ biển khác.

## Khả năng chiến đấu
Khi nhận lệnh phóng, tên lửa P-800 Oniks kích hoạt tầng đẩy nhiên liệu rắn để vọt lên ống phóng trước khi mở hệ thống cánh ổn hướng/điều hướng, đồng thời các van điều hướng luồng phụt tại phần đáy đạn và hệ thống tạo luồng phụt tại chóp mũi đạn giúp đạn tên lửa tự ổn định và xoay theo hướng phóng dự kiến. Khi đạn tên lửa đã nằm đúng hướng phóng, phần chóp mũi che cửa thu khí động cơ phản lực tĩnh của đạn sẽ bị loại bỏ và đạn tiếp tục sử dụng tầng đẩy nhiên liệu rắn cho tới ngưỡng tốc độ đủ để vận hành động cơ phản lực dòng thẳng. Khi tới ngưỡng tốc độ này, phần tầng đẩy nhiên liệu rắn và hệ thống van điều hướng luồng phụt phía đáy tên lửa sẽ bị loại bỏ để nhường chỗ cho động cơ phản lưc dòng thẳng hoạt động.

## Nhà sản xuất
Nhà sản xuất hiện nay là công ty NPO Mashinostroeniya của Nga và đối tác sản xuất là công ty Belarus Tekhnosoyuzproekt.

Giá của 1 hệ thống bao gồm 4 xe phóng, 2 xe chỉ huy, 4 xe chở đạn cùng 20 tên lửa vào khoảng 150 triệu USD. Hợp đồng mua 3 hệ thống tên lửa bờ K-300P Bastion-P bao gồm 12 xe phóng, 6 xe chỉ huy, 12 xe chở đạn và 60 quả tên lửa Yakhont của Việt Nam trị giá 450 triệu USD.

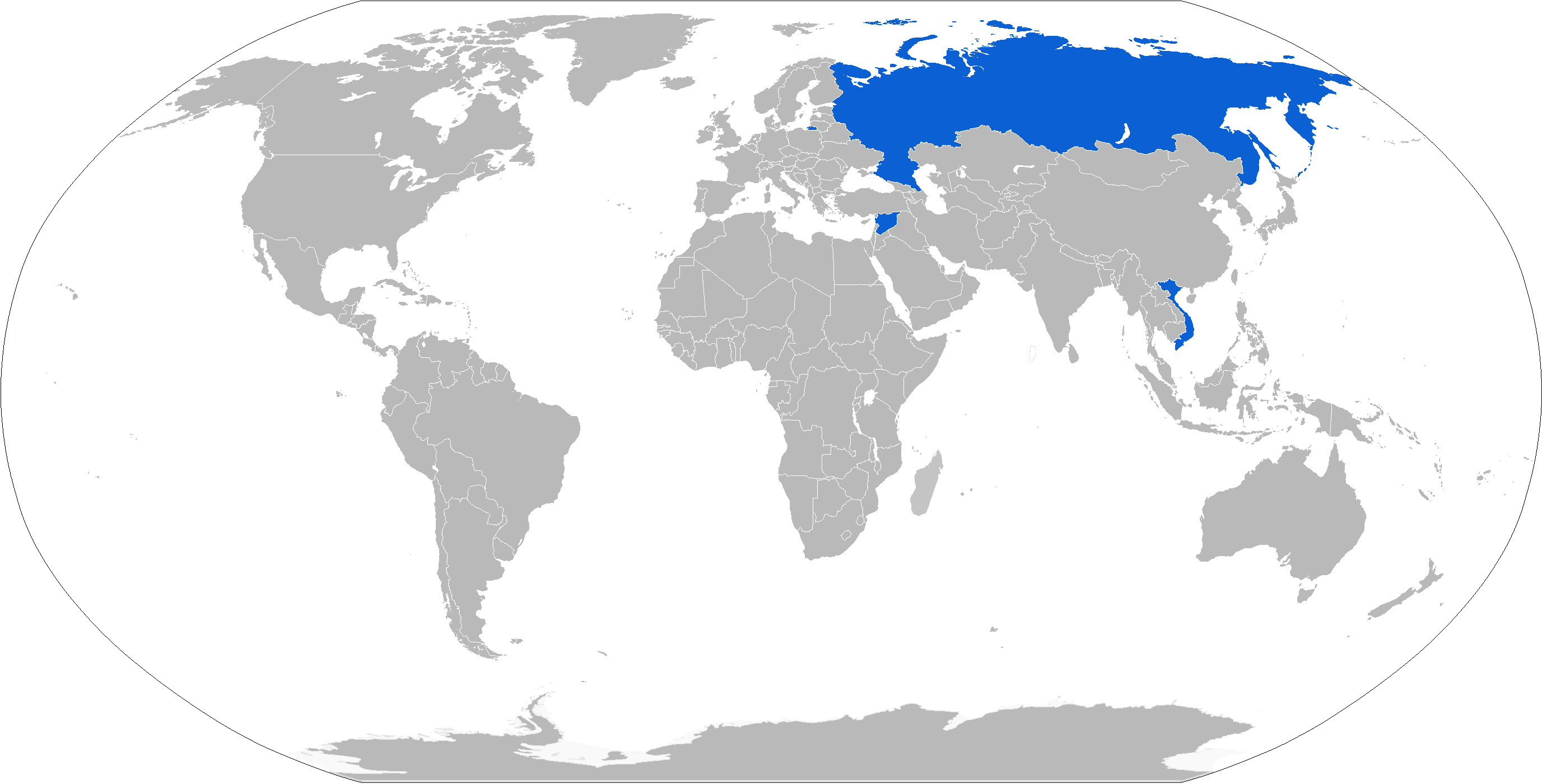
Các quốc gia sử dụng

## Các quốc gia sử dụng
- Nga
  -  Hải quân Nga và Lực lượng Tên lửa bờ biển: Khoảng 40 hệ thống[11].
- Việt Nam
  -  Binh chủng Tên lửa - Pháo bờ biển, Quân chủng Hải quân - Đã mua và biên chế ít nhất 2 hệ thống từ đầu năm 2011[12].
- Syria - Đã mua 4 hệ thống.